# Roberto Sion
Roberto Sion (Santos, 6 de outubro de 1946) é um saxofonista, flautista, clarinetista, arranjador, compositor, maestro e professor brasileiro. É primo do trompetista Cláudio Roditi. Radicou-se em São Paulo no ano de 1971. Escreve arranjos para instrumento solo e até para grandes orquestras.
Nascido numa família judaica, aos 25 anos apaixonou-se pela música, logo após terminar o curso universitário de Psicologia na Universidade Estadual de Campinas, e logo foi estudar na Faculdade de Música Berklee, na cidade de Boston, nos Estados Unidos, onde estudou saxofone com Joseph Viola, Ryo Noda, Lee Konitz e Joe Allard.
Participou de três álbuns com o quinteto Pau Brasil: Pau-Brasil; Pindorama; e Cenas Brasileiras.
Como compositor e instrumentista, participou da trilha sonora do filme Mandala, ao lado de Nelson Ayres, Zé Eduardo Nazário, Zeca Assumpção e Luiz Roberto Oliveira.
Seu primeiro disco solo foi lançado em 1981, pelo selo Som da Gente. O segundo disco solo foi gravado no Japão e lançado pelo selo Eldorado.
Foi professor de saxofone na Escola Municipal de Música e no Centro de Estudos Tom Jobim, de 1994 a 2000. É maestro titular da Orquestra Jovem Tom Jobim da Escola de Música do Estado de São Paulo Tom Jobim desde sua fundação, em julho de 2001.